# Leszek Klimek
Leszek Klimek (ur. 1956 w Pabianicach) – polski profesor nauk technicznych na Politechnice Łódzkiej.

## Życiorys
W roku 1980 po ukończeniu studiów na kierunku inżynieria materiałowa na Wydziale Mechanicznym Politechniki Łódzkiej (PŁ) został zatrudniony jako pracownik naukowy w Instytucie Materiałoznawstwa i Technologii Metali PŁ, przemianowanym w roku 1998 na Instytut Inżynierii Materiałowej. Studia podyplomowe na Politechnice Łódzkiej zakończył w styczniu 1992 rozprawą Kinetyka i mechanizm spiekania oraz właściwości cermetali Fe - Fe2B uzyskując tytuł doktora nauk technicznych w zakresie budowy i eksploatacji maszyn. Tytuł naukowy doktora habilitowanego (dr hab.) nauk medycznych w zakresie biologii medycznej uzyskał w listopadzie 2006 roku na Uniwersytecie Medycznym w Łodzi na podstawie dysertacji Wykorzystanie nowoczesnych metod inżynierii materiałowej w badaniach biomedycznych.
Leszek Klimek jest członkiem Zespołu Metod Badań Materiałów przy Komitecie Nauki o Mariałach Polskiej Akademii Nauk. Od wielu lat publikuje artykuły jako redaktor dwutygodnika Nowoczesny Technik Dentystyczny, zaś od roku 2013 jest jego redaktorem naczelnym. Jest promotorem i recenzentem dysertacji doktorskich studentów Uniwersytetu Medycznego w Łodzi.
W marcu 2014 prezydent Bronisław Komorowski wręczył Leszkowi Klimkowi w Belwederze nominację profesorską.
W 2020 odznaczony Srebrnym Krzyżem Zasługi.